# American Star Bicycle

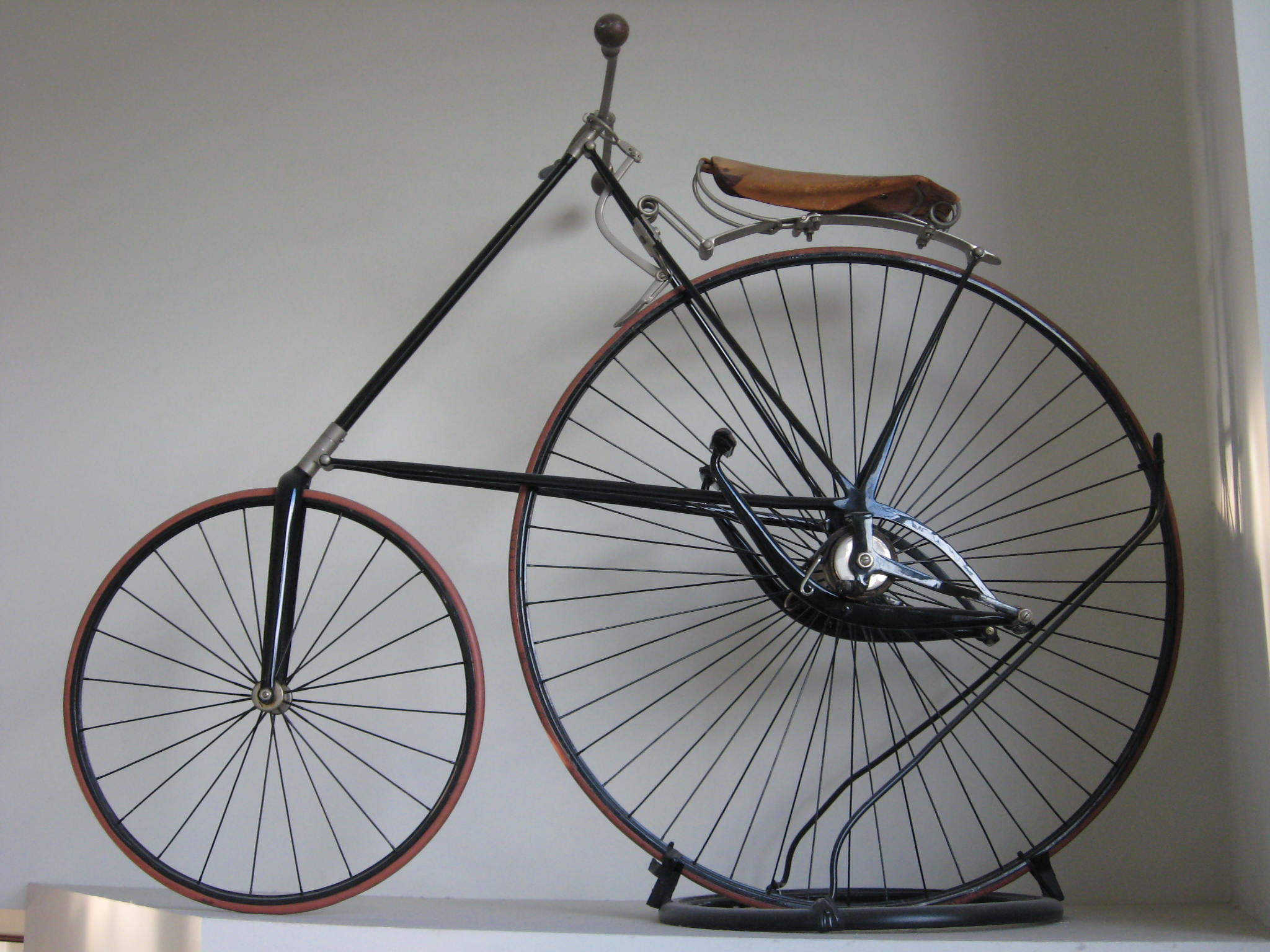
American Star Bicycle

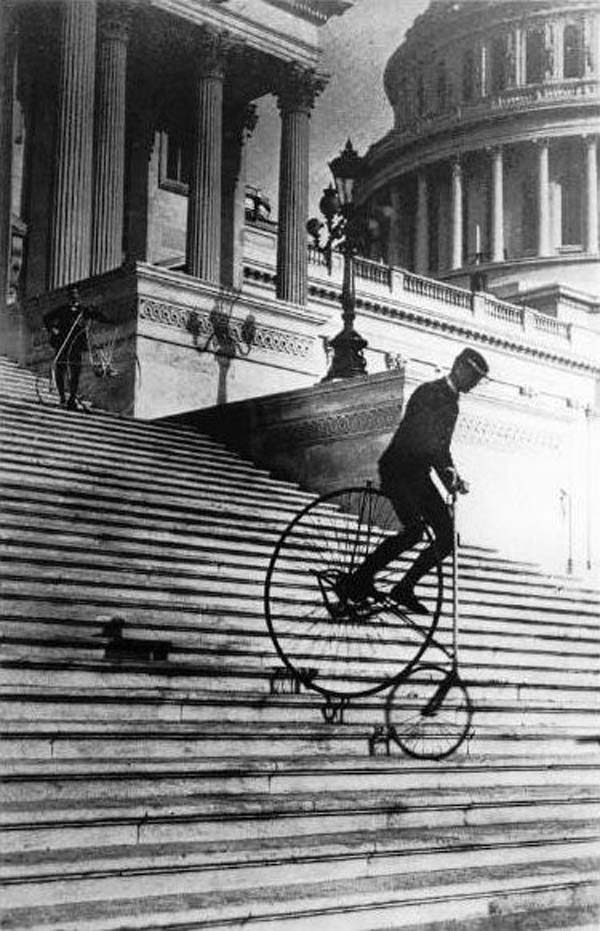
Will Robertson del Washington Bicycle Club in sella a una American Star Bicycle giù per i gradini del Campidoglio (Washington) nel 1885.

La American Star Bicycle fu inventata nel 1880 da G. W. Pressey e fabbricata dalla H. B. Smith Machine Company di Hezekiah Bradley Smith a Smithville (New Jersey), Contea di Burlington. Fu caratterizzata dalla ruota anteriore più piccola rispetto alla posteriore, per evitare i problemi posti dal normale biciclo. Un esemplare fu fotografato mentre scende le scale del Campidoglio nel 1885 a dimostrare la sua stabilità longitudinale, e furono usate per la pratica del bicycle polo nella metà dell'800. Pressey citò Smith nel 1887 per le royalties. Il nome "Star" fu attribuito per la foggia a doppia stella del raggiera.

## Dettagli
La piccola ruota anteriore, da 18 a 23 pollici (58 cm) di diametro, sterzante, e la ruota maggiore posteriore, da a 60 pollici (150 cm), provvedeva alla forza spingente e sopportava carichi di guidatore maggiori. Il peso che veniva esercitato sulla piccola ruota anteriore prometteva di poterla guidare anche su suoli morbidi come sabbia. American Stars introdusse gli pneumatici appena inventati da Dunlop, i freni furono di tipo bicicletta che agivano sulla ruota posteriore dal manubrio.
Il prezzo fu tra i 75$ e i 120$, dipendente dalla dimensione della ruota e dalla finitura.

## Variazioni

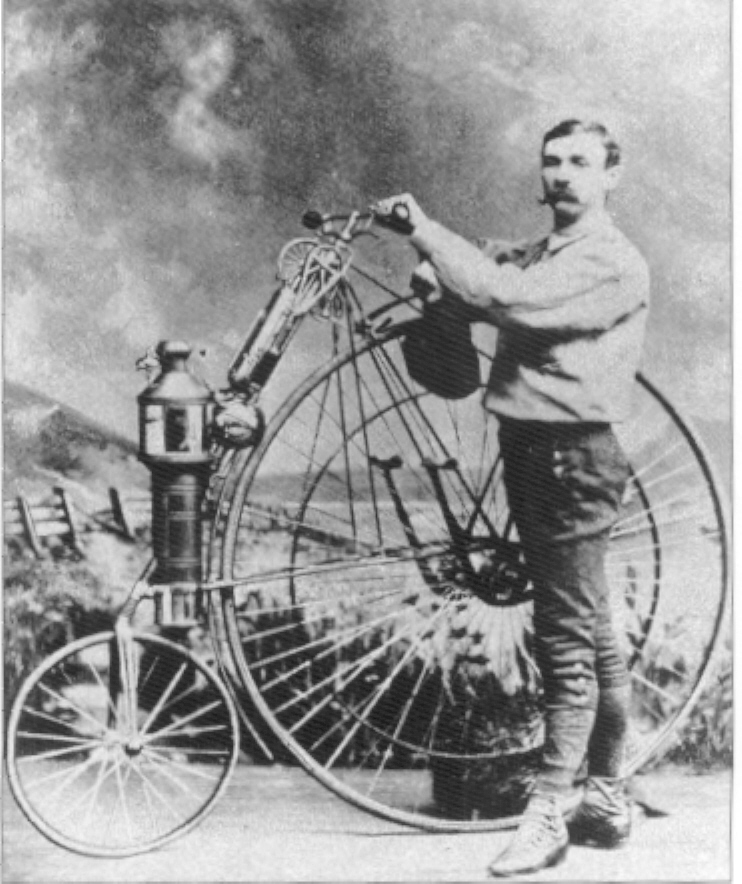
Copeland steam bicycle, una Star a motore a vapore, 1884

Smith offrì tricycles nel 1887 e 1888 e brevettò un triciclo a vapore nel 1889.
Alla prima fiera della Maricopa County del 1884, Lucius Copeland mostrò la sua steam bicycle, una delle prime motorcycles. Viaggiò per quattro minuti su un tragitto di 1 miglio (1,6 km), alla pressione del vapore di 5,5 bar, e trasportava acqua per poter viaggiare un'ora.
"American Star" fu anche il marchio usato da un costruttore giapponese degli anni sessanta-settanta del Novecento.

## Canzoni
La Smith Machine Co. commissionò diverse canzoni per promuovere la American Star Bicycle. Nel 1882, Chas. W. Nathan compose la Star Bicycle Gallop per pianoforte, e nel 1883, John Ford compose The Star Rider. Song & Chorus per pianoforte e voce, che fu allegato a una pubblicità American Star Bicycles.

## Galleria d'immagini

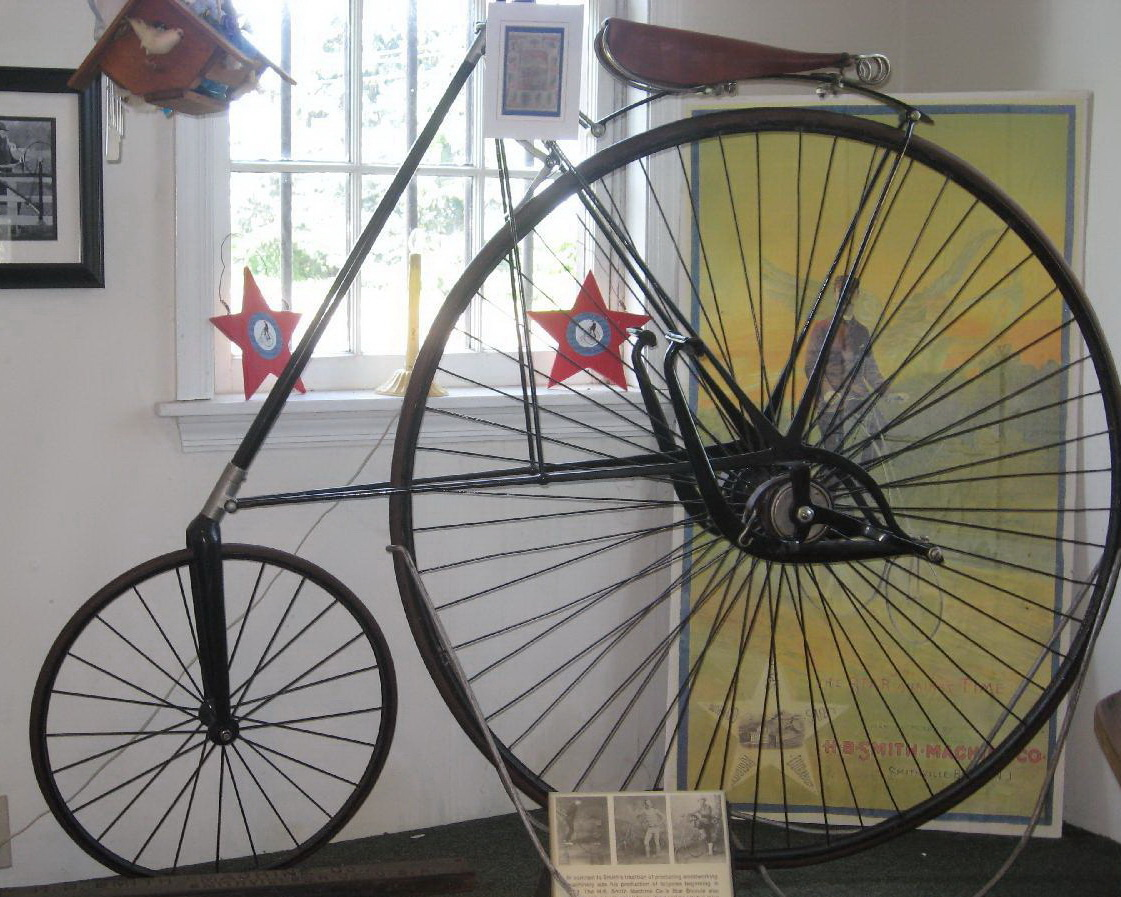
American Star Bicycle
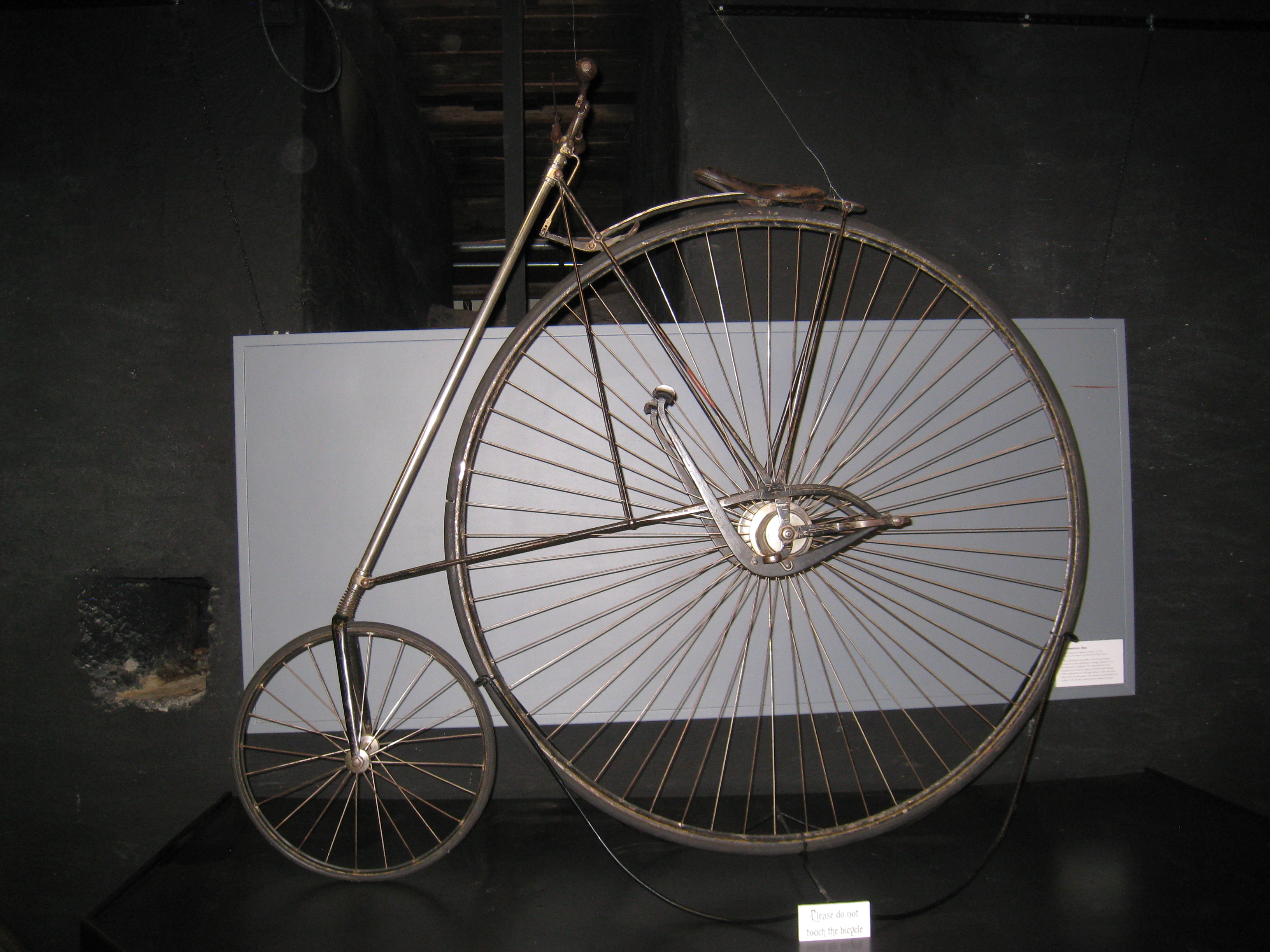
1885, 51-inch American Star
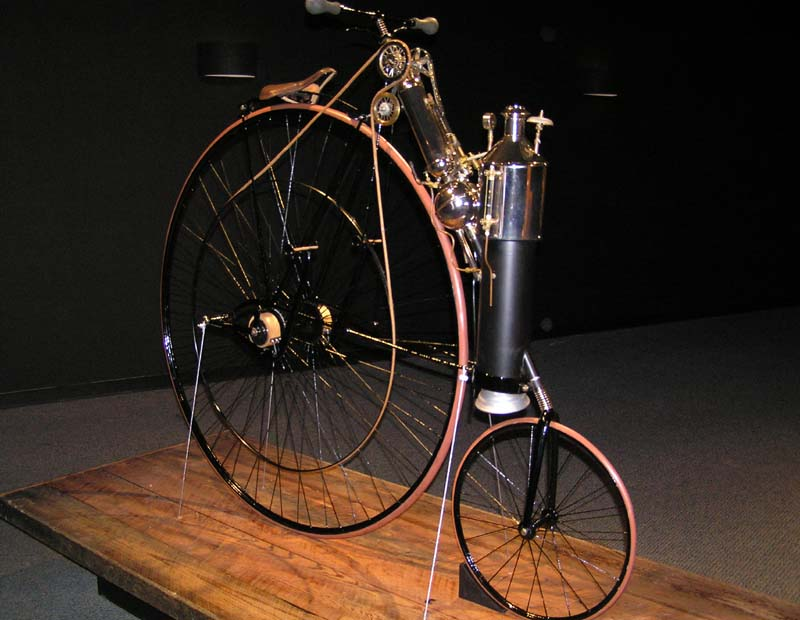
1884, Copeland Steam Cycle (replica) The Art of the Motorcycle—Memphis, USA
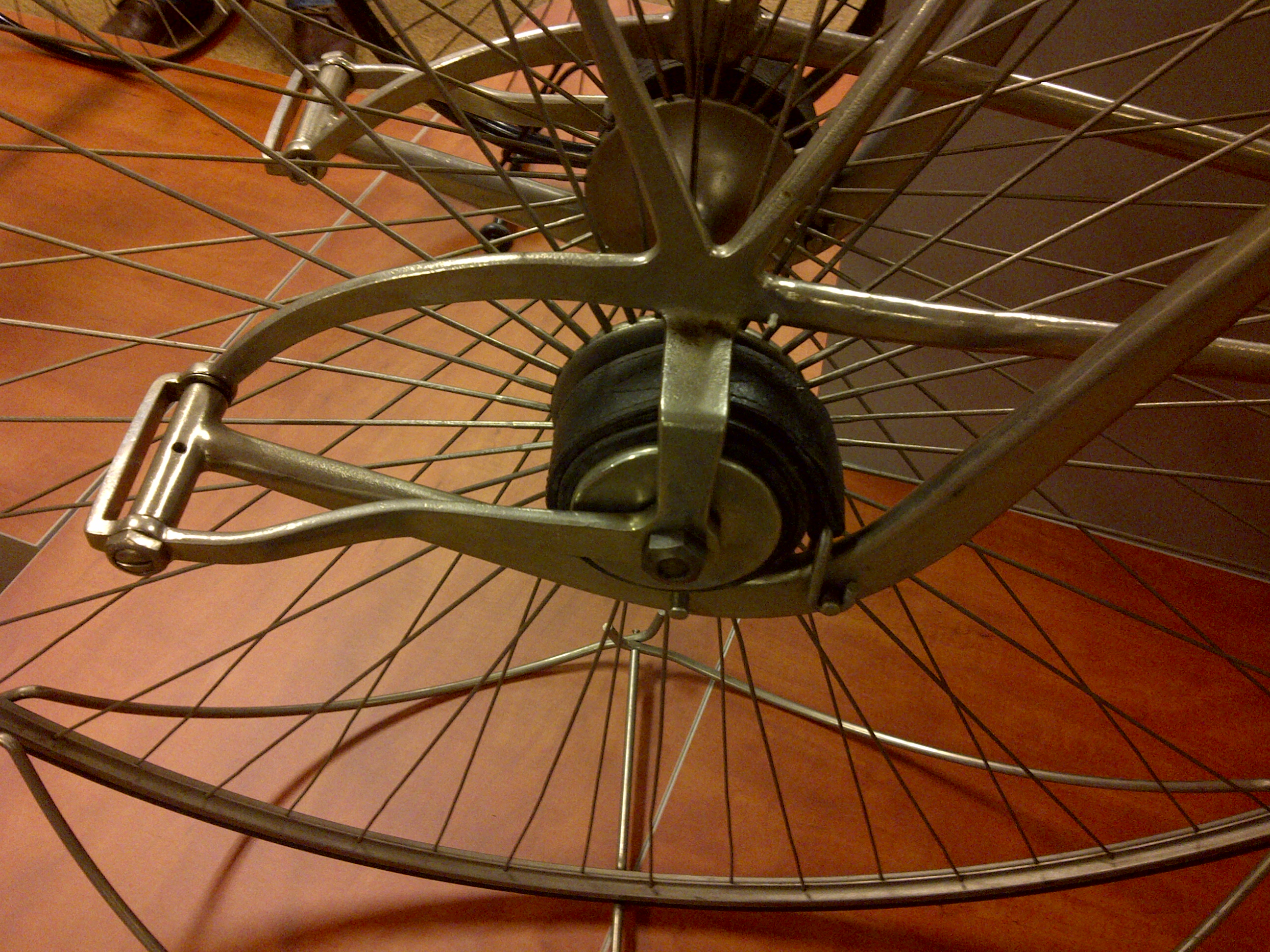
1884, American Star Bicycle, trasmissione con il particolare delle strisce di pelle girate attorno al meccanismo di rotazione della ruota e attaccate a uno dei due perni delle leve, Batavus museum, Heerenveen, Paesi Bassi